# Haszehem
Haszehem az óegyiptomi II. dinasztia egyik vitatott uralkodója, talán azonos Haszehemui királlyal, de ebben megoszlanak a vélemények. Manethón külön néven említi: Haszehem Khairész, Haszehemui viszont Khenerész néven szerepel nála. A Peribszent megelőző Ninetjer királynak volt egy Haszehem nevű fia, aki a 15. uralkodási évében született. Ha hihetünk a rendelkezésre álló adatoknak, akkor Haszehem 49 éves korában lépett trónra (születésétől Ninetjer haláláig 32 év, Peribszen uralkodása 17 év). Amennyiben azonos Haszehemuival, akkor 79 éves korában halt meg. A Haszehem névhez sem sírt, sem eseményt nem tudunk társítani.